# Michael Umaña
Michael Umaña (Santa Ana, 16 de julho de 1982) é um futebolista profissional costa-riquenho, defensor, milita no Persepolis FC.

## Carreira
Umaña representou a Seleção Costarriquenha de Futebol nas Olimpíadas de 2004.

## Títulos
Los Angeles Galaxy
- Lamar Hunt U.S. Open Cup (1): 2005
- MLS Cup (1): 2005
- Western Conference Championship (1): 2005